# Puževi
Puževi (lat. Gastropoda) su jedan od osam razreda u koljenu mekušaca. 
Među poznatijim predstavnicima razreda na kopnu su puž vinogradnjak i prugasti živičnjak, a moru su puž volak, priljepak, ogrc i drugi.

## Etimologija
Latinsko ime razreda gastropoda dolazi od starogrčkih riječi gastros (želudac) i podos (stopalo) i odnosi se na činjenicu da se "stopalo" životinje nalazi ispod abdomena.

## Anatomija
Površina tijela puževa pokrivena je slojem stanica koje izgrađuju pokožicu (epiderma). Ispod nje se nalaze brojne žlijezde koje izlučuju sluz po kojoj se puž kreće pomoću stopala. Pužev živčani sustav dobro je razvijen i sastoji se od više ganglija. Oni podražuju glavu, stopalo, probavilo i plašt. Na glavi ima velika ticala (oči u obliku mjehurića) i mala ticala (opip, osjetilo za ravnotežu i njuh).
Probavni sustav počinje ustima u kojima se nalaze trenice za usitnjavanje hrane, zatim se na usta nastavlja ždrijelo, pa jednjak koji prelazi u želudac. Hrana se u ustima miješa sa sluzi žlijezde slinovnice. Hranjive tvari krv raznosi po tijelu, a neprobavljene čestice izlučuje kroz crijevni otvor.
Puževi imaju otvoreni krvotok što je ujedno i evolucijski napredak. Krv im nakon izlaska iz žila ulazi u šuplje prostore među organima. Odatle krv stanicama predaje hranjive tvari i kisik, a uzima štetne tvari nastale staničnim disanjem i odnosi ih do organa koji ih izlučuju.
Srce se sastoji od jedne klijetke i jedne pretklijetke. Za izlučivanje koristi nefridije koje često zovemo bubrezima.
Puževi su pretežno dvospolci i oplodnja je unutarnja.

## Vanjske poveznice
- Popis kopnenih puževa (Mollusca: Gastropoda) Hrvatske s prijedlogom njihovih hrvatskih imena,  Vesna Štamol; Department of Zoology, Croatian Natural History Museum